# Isabel Kerschowski
Isabel Kerschowski (Berlino, 22 gennaio 1988) è un'ex calciatrice tedesca, di ruolo centrocampista offensiva.
È sorella gemella di Monique, anch'essa calciatrice di ruolo difensore e ritirata nel 2012, con la quale ha condiviso le maglie delle nazionali giovanili e del Turbine Potsdam.
Con la maglia della nazionale tedesca Under-19 si è laureata due volte Campione d'Europa di categoria, nelle edizioni di Svizzera 2006 e Islanda 2007, e con la nazionale maggiore ha conquistato la medaglia d'oro al torneo di calcio femminile dei Giochi della XXXI Olimpiade di Rio 2016.

## Carriera

### Nazionale
Kerschowski inizia ad essere convocata dalla federazione calcistica della Germania (DFB) fin dal 2003, chiamata a rappresentare il proprio paese nelle nazionali giovanili, inizialmente con la Under-15, dove viene impiegata in un incontro amichevole.

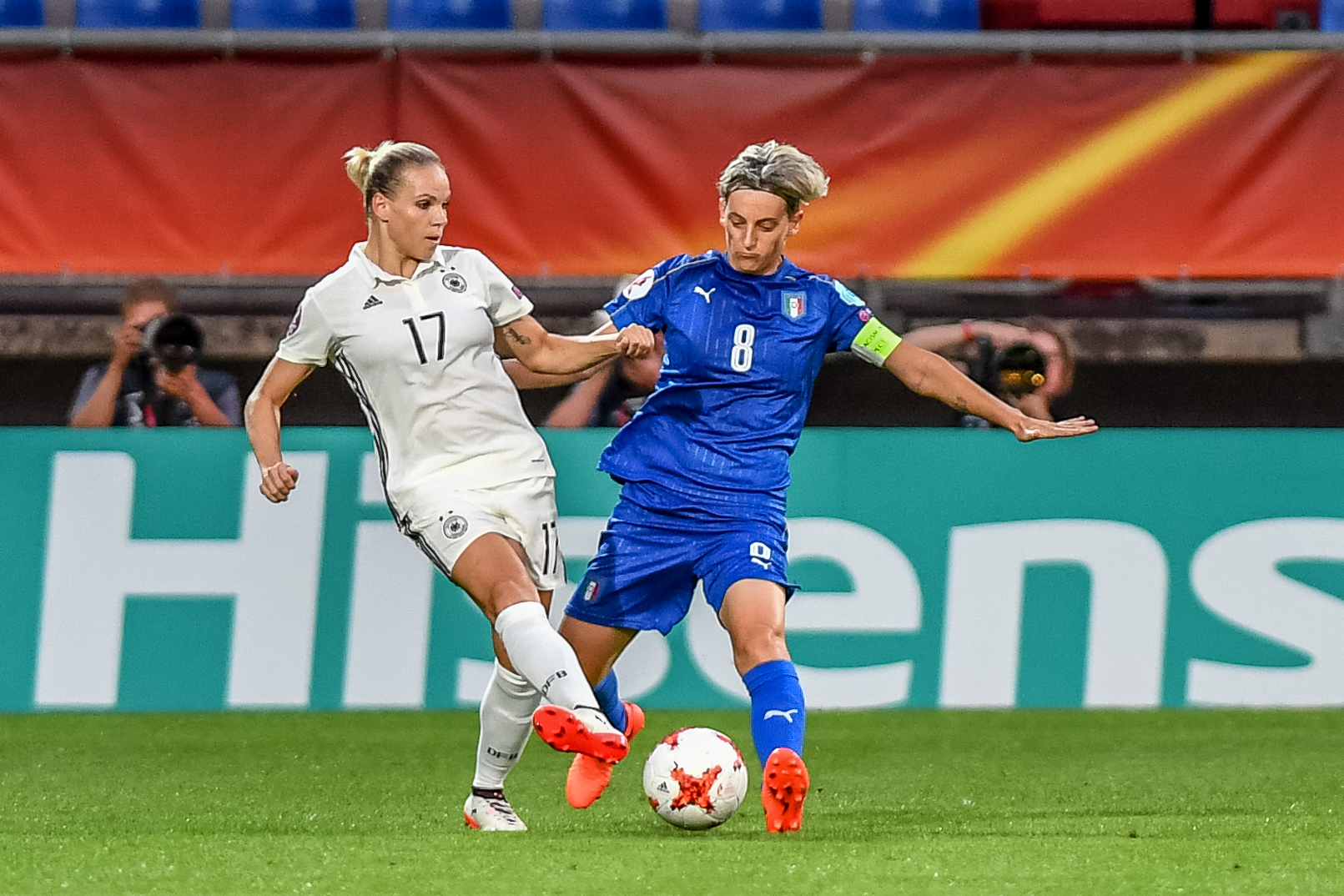
Kerschowski (n. 17) in nazionale, alle prese con l'italiana Gabbiadini, nel primo turno dell'Europeo di Paesi Bassi 2017.

Lo stesso anno viene inserita nella formazione Under-17, debuttando l'8 aprile nell'amichevole vinta 2-0 sulle pari età della Danimarca, giocando complessivamente 23 incontri fino al 2005, non avendo mai occasione di giocare un incontro ufficiale UEFA essendo il campionato europeo di categoria istituito ufficialmente solo nel 2008.
Con l'imminente superamento dell'età massima, sempre nel 2005 viene convocata nella formazione Under-19, dove fa il suo debutto, ancora in amichevole, il 7 aprile, nell'incontro dove la Germania supera per 3-2 la Russia. Grazie alla sua convincente prestazione viene inserita in rosa nella squadra impegnata nelle qualificazioni all'Europeo di Ungheria 2005. Le fonti sono discordi nell'affermare il suo debutto in un torneo UEFA, dove il sito ufficiale UEFA la indica presente nell'incontro del 26 aprile 2005, valido per il secondo turno di qualificazione, dove la Germania supera per 1-0 le avversarie della Svezia, mentre quello officiale della federazione tedesca attesta il suo impiego solo dalla fase finale, nel primo incontro del girone A del 20 luglio, Germania Ungheria 2-0.
Al suo primo europeo condivide con le compagne il raggiungimento delle semifinali, dove ritrova la Russia, che si sarebbe poi laureata campione d'Europa, che la supera per 3-1, e dove per la formula del torneo che non prevede una finale per il terzo posto, condivide la posizione con la Finlandia.
In seguito Kerschowski viene impiegata con regolarità, condividendo il percorso della sua nazionale che la vede conquistare il titolo di campione d'Europa nelle edizioni di Svizzera 2006 e Islanda 2007.

## Palmarès

### Club

#### Titoli nazionali
- Campionato tedesco: 7

Turbine Potsdam: 2005-2006, 2008-2009, 2009-2010, 2010-2011, 2011-2012
Wolfsburg: 2016-2017, 2017-2018
- Coppa di Germania: 4

Turbine Potsdam: 2005-2006
Wolfsburg : 2014-2015, 2015-2016, 2016-2017
- DFB-Hallenpokal der Frauen: 2

Turbine Potsdam: 2008, 2009

#### Titoli internazionali
- UEFA Women's Champions League: 1

Turbine Potsdam: 2009-2010

### Nazionale
- Campionato europeo femminile Under 19 di calcio: 2

2006, 2007
- Oro olimpico: 1

Rio de Janeiro 2016

### Individuale
- UEFA Golden Player: 1

Campionato europeo femminile Under 19 di calcio 2006